# Lamaron
Der Lamaron ist ein kleiner Fluss in Frankreich, der im Département Allier in der Region Auvergne-Rhône-Alpes verläuft. Er entspringt bei Larequille im Gemeindegebiet von Durdat-Larequille, entwässert zunächst in nördlicher Richtung, schwenkt dann auf Nordwest und mündet nach rund 19 Kilometern in Stadtgebiet von Montluçon als rechter Nebenfluss in den Cher.
Im Unterlauf wird der Fluss von der Bahnstrecke Montluçon–Commentry begleitet.

## Orte am Fluss
(Reihenfolge in Fließrichtung)
- Larequille, Gemeinde Durdat-Larequille
- Néris-les-Bains
- Commentry
- Les Chantardes, Gemeinde Chamblet
- Le Rocher Fleuri, Gemeinde Saint-Angel
- Montluçon